# Coena
Coena (z latinského Coena Domini, tedy večeře Páně) je česká liturgická iniciativa, která se zaměřuje na zintenzivnění jak duchovního, tak rovněž liturgického náboženského života Českobratrské církvi evangelické (ČCE), a to včetně slavení svátostí v rámci církevního roku. Jejími členy však nemusí být pouze sympatizanti ČCE. Inspiruje se starobylými tradicemi a objevuje v nich prvky, jež byly v evangelické bohoslužbě vyjádřeny slabě nebo vůbec ne.
K jeho představitelům se řadí například Karel Šimr, farář sboru ČCE v Chrástu u Plzně, nebo teolog Tomáš Drobík.

## Historie
Vznikla roku 2002, kdy se scházejí zájemci o liturgii v rámci ČCE. Roku 2003 hnutí přijalo název a ustavující prohlášení a také zřídilo web. Na tomto portále jsou publikovány texty z oblastí liturgiky, spirituality a teologie obecně, které bývají hojně citovány.
U příležitosti svého desátého výročí proběhla v prvním brněnském evangelickém sboru děkovná bohoslužba a konference. O dalších deset let později, když si Coena připomínala dvacáté výročí, uspořádalo uskupení setkání na půdě Farního sboru Českobratrské církve evangelické v Pardubicích.